# Bojan Dubljević
Bojan Dubljević (in montenegrino Бојан Дубљевић; Nikšić, 24 ottobre 1991) è un cestista montenegrino.

## Carriera
È stato selezionato dai Minnesota Timberwolves al secondo giro del Draft NBA 2013 (59ª scelta assoluta).
Con il Montenegro ha disputato i Campionati mondiali del 2019 e tre edizioni dei Campionati europei (2013, 2017, 2022).

## Statistiche

### Eurolega
| Anno      | Squadra  | PG  | PT | MP   | TC%  | 3P%  | TL%  | RP  | AP  | PRP | SP  | PP   |
| --------- | -------- | --- | -- | ---- | ---- | ---- | ---- | --- | --- | --- | --- | ---- |
| 2014-2015 | Valencia | 8   | 2  | 22,9 | 51,1 | 42,9 | 91,7 | 4,1 | 0,9 | 0,9 | 0,2 | 15,5 |
| 2017-2018 | Valencia | 24  | 17 | 20,2 | 47,1 | 37,1 | 81,4 | 5,0 | 1,4 | 0,5 | 0,1 | 10,8 |
| 2019-2020 | Valencia | 26  | 21 | 23,5 | 51,4 | 34,9 | 82,8 | 6,5 | 1,7 | 0,6 | 0,2 | 14,2 |
| 2020-2021 | Valencia | 29  | 24 | 22,4 | 45,7 | 33,3 | 79,7 | 5,8 | 2,4 | 0,9 | 0,2 | 9,8  |
| 2022-2023 | Valencia | 27  | 22 | 23,1 | 52,7 | 44,8 | 89,7 | 4,8 | 1,5 | 0,6 | 0,1 | 11,7 |
| Carriera  | Carriera | 114 | 86 | 22,4 | 49,5 | 38,6 | 83,2 | 5,4 | 1,7 | 0,7 | 0,2 | 11,9 |

### Eurocup
| Anno       | Squadra   | PG  | PT | MP   | TC%  | 3P%  | TL%  | RP  | AP  | PRP | SP  | PP   |
| ---------- | --------- | --- | -- | ---- | ---- | ---- | ---- | --- | --- | --- | --- | ---- |
| 2010-2011  | Budućnost | 6   | 3  | 15,8 | 55,6 | 50,0 | 81,8 | 3,3 | 0,2 | 0,5 | 0,2 | 6,7  |
| 2011-2012  | Budućnost | 13  | 9  | 23,2 | 52,9 | 40,6 | 73,0 | 5,5 | 0,2 | 1,2 | 0,5 | 11,5 |
| 2012-2013  | Valencia  | 16  | 9  | 21,1 | 51,0 | 38,9 | 81,7 | 4,8 | 0,7 | 0,6 | 0,4 | 13,3 |
| 2013-2014† | Valencia  | 20  | 3  | 22,6 | 53,6 | 46,3 | 85,7 | 5,7 | 0,4 | 0,6 | 0,6 | 13,6 |
| 2014-2015  | Valencia  | 10  | 8  | 24,2 | 54,7 | 52,0 | 81,6 | 6,0 | 1,2 | 0,8 | 0,2 | 14,8 |
| 2015-2016  | Valencia  | 12  | 2  | 18,5 | 48,5 | 43,8 | 81,0 | 4,1 | 0,7 | 0,7 | 0,5 | 13,1 |
| 2016-2017  | Valencia  | 20  | 13 | 21,4 | 44,3 | 33,3 | 83,3 | 6,8 | 1,0 | 1,1 | 0,2 | 11,9 |
| 2018-2019† | Valencia  | 22  | 13 | 21,2 | 48,0 | 43,3 | 81,8 | 5,6 | 2,3 | 0,7 | 0,0 | 10,4 |
| 2021-2022  | Valencia  | 19  | 2  | 20,4 | 47,7 | 32,8 | 70,6 | 6,1 | 3,1 | 0,6 | 0,3 | 8,8  |
| Carriera   | Carriera  | 138 | 62 | 21,2 | 49,8 | 40,4 | 80,7 | 5,5 | 1,3 | 0,8 | 0,3 | 11,7 |

## Palmarès

### Squadra
- Campionato spagnolo: 1

Valencia: 2016-2017
- Supercoppa spagnola: 1

Valencia: 2017
- Campionato montenegrino: 2

Budućnost: 2010-2011, 2011-2012
- Coppa del Montenegro: 2

Budućnost: 2011, 2012
- Supercoppa VTB United League: 1

Zenit San Pietroburgo: 2023
- Eurocup: 2

Valencia: 2013-2014, 2018-2019

### Individuale
- Eurocup Rising Star: 2

Valencia: 2012-13, 2013-14
- MVP finali Liga ACB: 1

Valencia: 2016-17
- All-Eurocup First Team: 2

Valencia: 2016-17, 2018-19
- All-Eurocup Second Team: 3

Budućnost: 2011-12
Valencia: 2013-14, 2021-22